# Bantarwuni
Bantarwuni is een bestuurslaag in het regentschap Banyumas van de provincie Midden-Java, Indonesië. Bantarwuni telt 3356 inwoners (volkstelling 2010).